# آني نويل
آني نويل (بالفرنسية: Annie Noël )‏ (و. 1926 – 2009 م) هي ممثلة، من فرنسا، ولدت في تور، توفيت عن عمر يناهز 83 عاماً.

## وصلات خارجية
- آني نويل على موقع IMDb (الإنجليزية)
- آني نويل على موقع ألو سيني (الفرنسية)
- آني نويل على موقع أول موفي (الإنجليزية)
- آني نويل على موقع قاعدة بيانات الأفلام السويدية (السويدية)
- آني نويل على موقع ديسكوغز (الإنجليزية)
- آني نويل على موقع قاعدة بيانات الفيلم (الإنجليزية)
- آني نويل على موقع كينوبويسك (الروسية)